# Caseta de la Maquinilla
La Caseta de la Maquinilla és un edifici del municipi de Sant Pol de Mar (Maresme) protegida com a bé cultural d'interès local.

## Descripció
Constructivament és una caseta de geometria rectangular, amb una superfície de 40m2 aprox.. La coberta és a dues aigües, formada per una encavallada de fusta amb elements de subjecció metàl·lics, l'acabat exterior és de xapa perfilada ondulada de color gris semblant a la coberta de fibrociment existent, mentre que interiorment és acabada amb un tauler marí pintat.
Les parets de tancament són una part amb paret d'obra, concretament la façana que dona a la via del tren, mentre que la resta són tancaments de vidre i fusta tractada, pintada de color verd a l'exterior i envernissada per la cara interior. El paviment és de ciment. Les obres de rehabilitació van considerar refer tota la instal·lació i il·luminació per adaptar-se a la normativa vigent, i es van eliminar les instal·lacions aèries.

## Història
La caseta de pescadors és una construcció senzilla, de 75 anys d'antiguitat, la seva finalitat era guardar els motors que servien per la varada de les barques de pesca. Cal considerar-la com un edifici molt emblemàtic per tractar-se de l'última caseta de pescadors existent en el litoral del Maresme.
En els primers temps, per avarar i treure les barques de pesca de la platja, els homes s'ajudaven amb bous que feien arrossegar les cordes lligades a les proes de les barques. Posteriorment arribà la mecanització amb l'adquisició d'un cabrestant elèctric mogut per un motor que portava a terme el mateix servei. Aquest cabrestant va quedar instal·lat en una caseta ubicada a la platja que es va construir per tal de protegir-lo,
projectada per l'arquitecte Ignasi Mas Morell, que fou arquitecte municipal, i autor d'importants obres modernistes a la vila de Sant Pol de Mar.
Així, des de l'any 1932 fins al 1980 va prestar servei als pescadors professionals, i a partir d'aquesta data fins a l'actualitat, és utilitzat pels pescadors amateurs i pels propietaris de llaguts patrimonials.
Actualment, encara una part de la platja de les barques, es destina a la varada de barques tradicionals i de vela llatina. El procés de recuperació d'aquestes embarcacions està impulsat per l'associació cultural 'A tot drap', que encara manté en ús les instal·lacions de la caseta de pescadors.
Es troba en un molt bon estat de conservació, ja que l'any 2007 s'hi van dur a terme unes obres de rehabilitació que van considerar tant les actuacions necessàries per a la seva conservació com les destinades a retirar tots els elements que al llarg dels anys havien alterat les condicions originals de la construcció. Es va construir una passera de fusta per garantir l'accés al públic i facilitar la visió de les instal·lacions interiors i del procés de varada de les embarcacions.